# Ferienheim Bergkristall: Ein Fall für Alois
Ein Fall für Alois ist der dritte Schwank der Reihe Ferienheim Bergkristall aus dem Jahr 1985. Er wurde am 31. Dezember 1985 zum ersten Mal im Ersten Programm des Fernsehens der DDR ausgestrahlt.

## Handlung
Heimleiter Helmut Oberpichler ist angeblich in Bad Liebenstein zur Kur. Er kommt aber vorzeitig und unerkannt in das Ferienheim „Bergkristall“ zurück. Von seiner heimlichen Rückkehr weiß nur der Skilehrer Hans-Günter Koch, der dieses Geheimnis für sich behält. Als plötzlich Lebensmittel aus der Küche verschwinden, übernimmt mit Unterstützung des im Ferienheim über Silvester auf Urlaub weilenden Fernsehschauspielers Peter Borgelt aus der Kriminalfilmreihe Polizeiruf 110 der Briefträger Alois Wachtel die Aufklärung des Falles. Unterdessen laufen parallel die Vorbereitungen auf das gemeinsame Silversterfest, an denen sich alle Hausgäste beteiligen.
Musikalisch treten zum Beispiel die „Gemsen vom Bergkristall“ oder Alois Wachtel mit einem Lied über die Krimi-Zeit im Fernsehen auf.